# Dăbovița, Burgas
Dăbovița (în bulgară Дъбовица) este un sat în comuna Sungurlare, regiunea Burgas,  Bulgaria. 

## Demografie
Componența etnică a satului Dăbovița
     Bulgari (97,87%)
     Nicio identificare (2,12%)
     Altele (0%)
La recensământul din 2011, populația satului Dăbovița era de 47 locuitori. Din punct de vedere etnic, majoritatea locuitorilor (97,87%) erau bulgari. Pentru 2,12% din locuitori nu este cunoscută apartenența etnică.